# Michael Banim

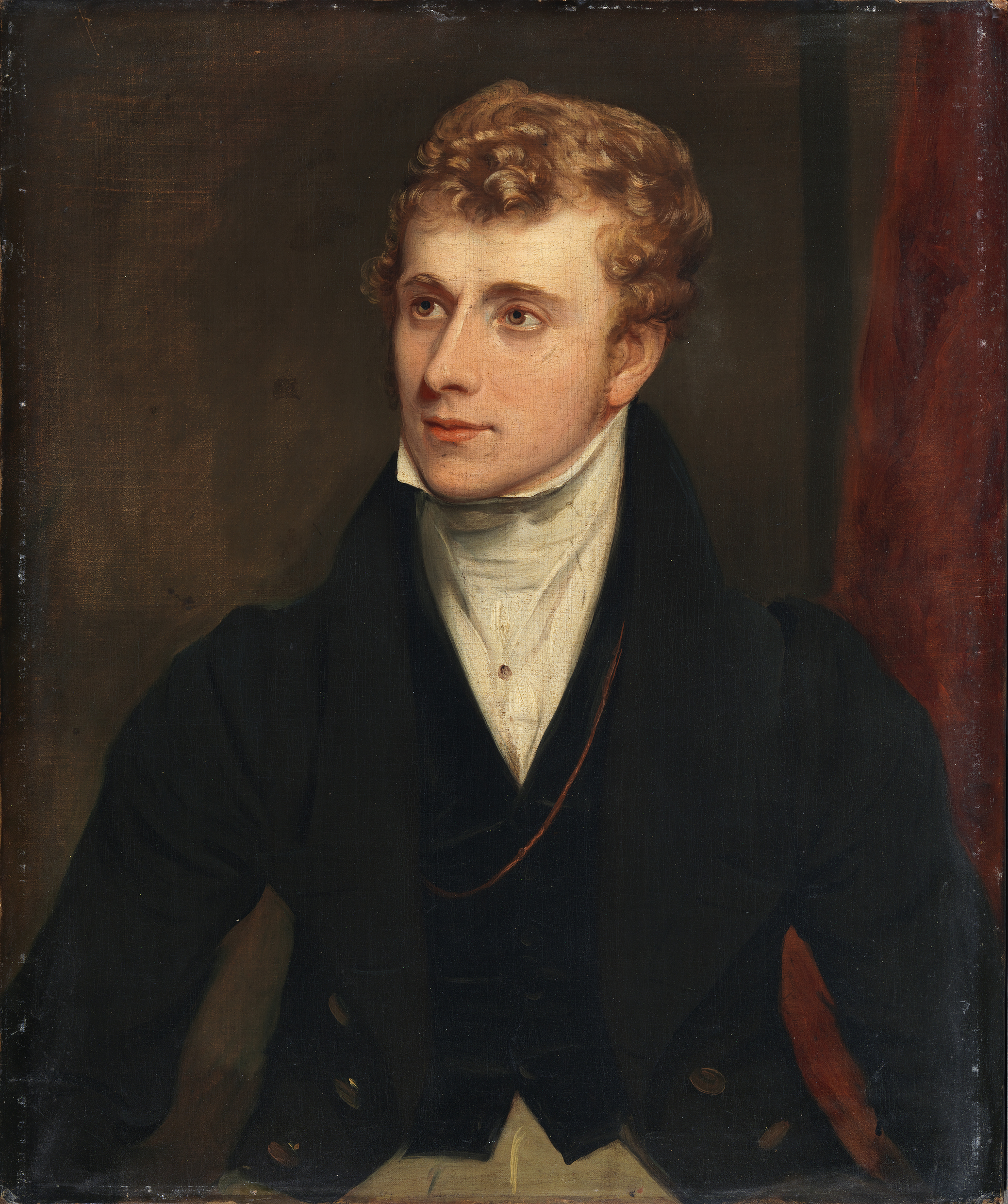
Michael Banim

Michael Banim (Kilkenny, 5 augustus 1796 – Booterstown, 30 augustus 1874) was een Ierse schrijver en broer van John Banim.

## Werken
Hij assisteerde zijn broer John in de O'Hara Tales, waarin hij de naam “Abel O'Hara” gebruikt. Het is moeilijk om te zeggen wie welke bijdragen heeft geleverd. Terwijl zijn broer John de meer ervaren schrijver was, probeerde Michael zijn informatie te baseren op sociale observaties. Volgens Patrick Joseph Murray's Life of John Banim keken ze elkaars werk na maar was Michael de voornaamste auteur van Crohoore of the Bill-Hook, The Croppy en Father Connel. Na het overlijden van zijn broer schreef Michael Clough Fionn (1852) en The Town of the Cascades (1864). In 1861 schreef hij het voorwoord en enkele notities voor een herdruk van de O'Hara-romans van de katholieke uitgever Sadleir in New York.
- Bibliothèque nationale de France: cb151166606 (data)
- Gemeinsame Normdatei: 115766944
- International Standard Name Identifier: 0000 0000 8151 9656
- Library of Congress Control Number: n82159898
- Nationale bibliotheek van Australië: 35833871
- Nationale Bibliotheek van Israël: 987007455814505171
- Istituto Centrale per il Catalogo Unico: BA1V003916
- SNAC: w6ck5trs
- Système universitaire de documentation: 092269206
- Trove: 1108242
- Virtual International Authority File: 71692280
- WorldCat: E39PBJm4PyDBVHM9mfqxrXd4v3